# Sven Nordqvist
Sven Nordqvist (født 30. april 1946 i Helsingborg) er en svensk børnebogsforfatter, tegner og illustrator. Han er mest kendt for bøgerne Peddersen og Findus om den gamle og sære Peddersen og hans talende kat Findus, på svensk gubben Pettson och Findus, men hans elskede streg er også kendt fra andre børnebøger.
I 2006 modtog han Astrid Lindgren-prisen.